# Gosiutichthys parvus
Gosiutichthys parvus è un pesce osseo estinto, appartenente ai clupeiformi. Visse nell'Eocene medio (circa 50 milioni di anni fa) e i suoi resti fossili sono stati ritrovati in Nordamerica.

## Descrizione
Questo piccolo pesce, di aspetto vagamente simile a quello di un'aringa, era lungo solitamente circa 5 centimetri. Il corpo era corto e tozzo, la testa larga e corta; gli occhi erano grandi e la bocca alta e profonda. La pinna dorsale era appuntita, e si originava appena prima della metà del corpo, sostanzialmente opposta alle pinne ventrali. La pinna anale aveva una base leggermente più ampia, mentre le pinne pettorali erano strette. La pinna caudale era biforcuta e i lobi erano larghi. Gosiutichthys era caratterizzato da scaglie appuntite lungo il margine ventrale, e di piccoli scudi dorsali tra il cranio e la pinna dorsale. Rispetto all'assai simile Knightia, Gosiutichthys era dotato di due ossa sopramascellari e di sottili scaglie trasparenti.

## Classificazione
Gosiutichthys parvus venne descritto per la prima volta nel 1982, sulla base di numerosi fossili ritrovati nella formazione di Green River in Wyoming; tuttavia, al contrario di molti pesci rinvenuti nella medesima formazione, i suoi fossili non sono stati ritrovati nel famoso Fossil Lake ma sono stati ritrovati esclusivamente nella zona che un tempo era il Lake Gosiute.
Gosiutichthys, inizialmente ritenuto una nuova specie di Knightia (un clupeiforme tipico di Fossil Lake ma anche di Lake Gosiute), era un rappresentante dei clupeidi, comprendenti attualmente sardine, aringhe e spratti. In particolare, al contrario di Knightia che sembrerebbe appartenere alla sottofamiglia Pellonulinae, Gosiutichthys sembrerebbe essere stato un Clupeinae.

## Paleobiologia
Gosiutichthys, come Knightia, era un pesce che viveva in branchi; a volte vi sono livelli fossiliferi in cui è riscontrabile un'altissima mortalità di massa, indicativa di un evento singolo. Sono state proposte varie teorie per spiegare questo fenomeno, tra cui ricambi di acque improvvisi o avvelenamenti causati da eutrofizzazione di alghe azzurre o alghe verdi. Simili mortalità di massa sono riscontrabili con la specie moderna Alosa pseudoharengus nei Grandi Laghi americani.